# バルボーナ
バルボーナ（伊: Barbona）は、イタリア共和国ヴェネト州パドヴァ県にある、人口約600人の基礎自治体（コムーネ）。

## 地理

### 位置・広がり
パドヴァ県南部のコムーネ。ロヴィーゴから西北西へ8km、県都パドヴァから南南西へ36km、州都ヴェネツィアから南西へ61kmの距離にある。

#### 隣接コムーネ
隣接するコムーネは以下の通り。括弧内のROはロヴィーゴ県所属を示す。
- ルージア (RO)
- ロヴィーゴ (RO)
- サントゥルバーノ
- ヴェスコヴァーナ

### 気候分類・地震分類
気候分類では、zona E, 2436 GGに分類される。
また、イタリアの地震リスク階級 (it) では、zona 3 (sismicità bassa) に分類される。